# Santa María, Siltepec
Santa María är en ort i Mexiko.   Den ligger i kommunen Siltepec och delstaten Chiapas, i den sydöstra delen av landet, 800 km sydost om huvudstaden Mexico City. Santa María ligger 1 620 meter över havet och antalet invånare är 256.
Terrängen runt Santa María är kuperad norrut, men söderut är den bergig. Runt Santa María är det ganska glesbefolkat, med 50 invånare per kvadratkilometer. Närmaste större samhälle är Capitán Luis A. Vidal, 5,1 km norr om Santa María. I omgivningarna runt Santa María växer i huvudsak städsegrön lövskog.